# Vysílač Zelená hora
Vysílač Zelená hora se nachází na stejnojmenném vrchu v nadmořské výšce 634 m n. m. Televizním a rozhlasovým signálem pokrývá město Cheb a okolí.

## Historie

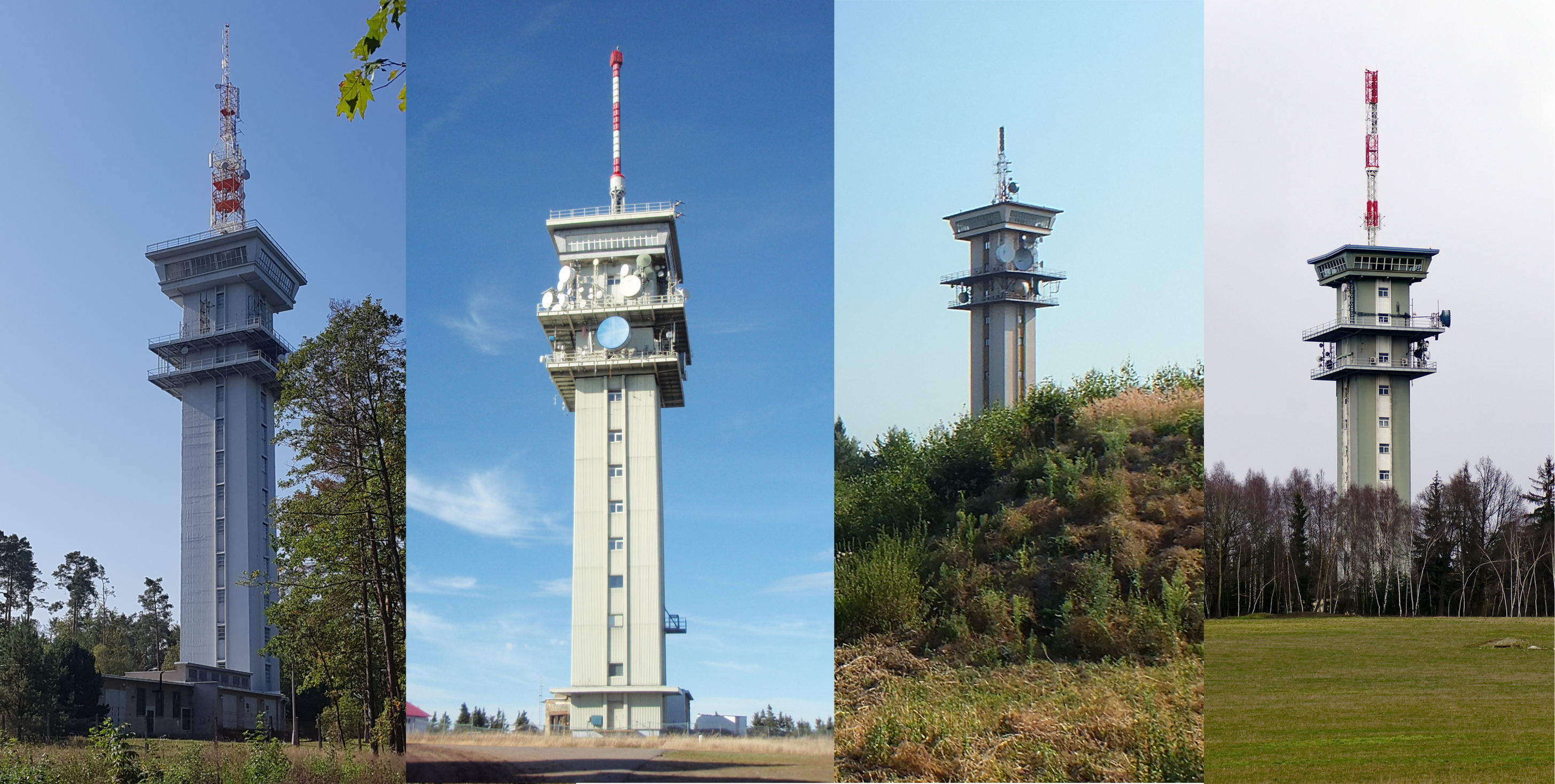
Porovnání betonových vysílačů stejného typu – Hoděšovice, Klínovec, Radíkov a Zelená hora

Zelenou horu již zdálky poznáme podle dominantní stavby televizního vysílače. Jeho stavba byla zahájena v roce 1966 a měla za úkol zlepšit pokrytí televizním signálem zejména v Chebu a blízkém okolí. Stavba byla dokončena v roce 1973. Věž je velice podobná svému dvojčeti na Klínovci, se kterým byla uvedena do provozu ve stejný den. Další betonové věže stejného typu se nacházejí v Hoděšovicích u Hradce Králové a olomouckém Radíkově. V době zahájení provozu směl být maximální výkon vysílače pouze 300 W s tím, že ve směru do Německa nesměl výkon překročit 0,2 W. Dnes vysílač slouží k šíření pozemního signálu digitálního televizního a rozhlasového vysílání.

## Vysílané stanice

### Televize
Přehled televizních multiplexů vysílaných ze Zelené hory:
|        | Multiplex    | Kanál | Kmitočet | Výkon (ERP) | Polarizace   |
| ------ | ------------ | ----- | -------- | ----------- | ------------ |
| DVB-T2 | Multiplex 21 | 26    | 514 kHz  | 20 kW       | horizontální |
| DVB-T2 | Multiplex 22 | 38    | 610 kHz  | 20 kW       | horizontální |
| DVB-T2 | Multiplex 23 | 31    | 554 kHz  | 20 kW       | horizontální |

### Rozhlas
Přehled rozhlasových stanic vysílaných z vysílače Zelená hora:
|    | Stanice    | Kmitočet  | Výkon (ERP) | Polarizace   |
| -- | ---------- | --------- | ----------- | ------------ |
| FM | ČRo Vltava | 106,2 MHz | 0,8 kW      | horizontální |